# Conrad Electronic
Компания Conrad Electronic SE — семейное предприятие торговли по каталогам из Германии, основанное в 1923 году в Берлине. В 1946 году штаб-квартира компании была перенесена в город Хиршау административного округа Верхний Пфальц. Логистический центр, из которого осуществляется отправка товаров по стране и за её пределы, располагается в коммуне Вернберг-Кёблиц.

## История
В 1923 году Макс Конрад основал компанию в Берлине и назначил своего сына Вернера управляющим почтовой торговлей. В 1946 году штаб-квартира компании переехала в город Хиршау (административный округ Верхний Пфальц, Бавария). Сын Вернера Конрада, Клаус Конрад, становится в 1973 году главным акционером компании. На тот момент ему было 37 лет. Почтовая торговля компании успешно процветала и набирала устойчивые позиции на рынке электроники. В течение нескольких лет в южной части Германии было открыто 18 новых универмагов, в которых к 1976 году работало 220 человек. В 1979 ассортимент Conrad расширился товарами для радиолюбителей. Компания была одним из пионеров частного радиовещания и обеспечивала с 1984 года трансляцию радиостанции «Radio C» из города Боцена провинции Южный Тироль в Баварию.
1 июля 1990 Conrad приобрела производителя из Брауншвейга Völkner Electronic GmbH & Co KG у его старого владельца компании Kaufhof. В 2000 году продукция под маркой Völkner была включена в новый общий каталог товаров Conrad. Восемь лет спустя, в 2008 году, эта марка была повторно продана в Нюрнберге ретейл-сети Re-In Retail International GmbH. В 1991 году компания Conrad приобрела мюнхенскую радиостанцию Radio Rim. В 1995 году был построен логистический центр в коммуне Вернберг-Кёблиц административного округа Верхний Пфальц, а в апреле 2012 года состоялась церемония закладки фундамента нового корпуса центра. В 1997 году Вернер Конрад, сын Клауса Конрада, стал председателем правления компании. В 2006 году общее количество сотрудников компании Conrad по всему миру насчитывало более 3000 человек, а в 2007 году компания стала лауреатом премии «Versandhausberater» Федерального союза немецкой посылочной торговли и отраслевых изданий в номинации «Лучший отправитель 2007 года». Согласно статистическим данным Nielsen NetRatings, сайт компании Conrad входит в десятку самых посещаемых интернет-магазинов Германии.
В 2013 году Conrad приобрёл специализировавшуюся на торговле электроникой франкфуртскую фирму getgoods.de, владевшую шестью интернет-магазинами.

## Офисы
В дополнение к почтовой торговле, компания Conrad ведёт продажи через сеть из 25 магазинов, которые расположены в Германии (крупнейший филиал площадью 3200 м² располагается в Эссене), в Австрии (в районе вокзала Вены Штадтлау, рынка Майзельмаркт, ярмарочной коммуны Фёзендорф, а также в городах Грац, Линц, Зальцбург), в Швейцарии (Люцерн, Дитликон), в Польше (Варшава I, II), а также один филиал находящийся во Франции (Лилль). Ассортимент товаров включает в себя более 350 000 наименований. Годовой почтовый оборот компании Conrad составляет 7 200 000 посылок (120 000 000 наименований) в более чем 150 стран мира с максимальным объёмом отправки 50 000 упаковок в день. Согласно последним данным, в 2012 году за последние шесть месяцев 3 510 000 человек в Германии совершили покупки в Conrad Electonic. Партнёрство с 2013 года с сервисом tiramizoo.com позволило предоставить клиентам Conrad экспресс-доставку заказов. В России филиал Conrad начал работать с 1991 года conrad.ru, офис расположен в Санкт-Петербурге.

## Торговые марки
Компания Conrad занимается реализацией продукции своих собственных марок, среди которых серия микроконтроллеров C-Control, различное оборудование для лабораторий марки Voltcraft (существует с 1982 года), Dj-оборудование McCrypt, акустические инструменты McBrown, детали и компоненты для моделистов Reely, аккумуляторы и батареи Conrad Energy, инструменты Toolcraft, а также различная продукция под марками RIM, BASETECH, TRU Components.
Ассортимент собственной продукции Conrad включает в себя примерно 350 000 различных товаров для ПК, телефонии, Hi-Fi-аудио, домашней автоматизации и систем «умный дом», микроэлектроники, моделей железных дорог и радиоуправляемых игрушечных автомобилей, а также бытовую и офисную технику, электронику для автомобилей, системы навигации, автомобильные аудиосистемы, оборудование для обеспечения безопасности, различное оборудование для инсталляций, зарядные устройства для АКБ, различный инструмент, паяльное оборудование и измерительные приборы.